# Lista de igrejas e templos em Maceió
A igreja e demais centros são muito importantes para a sociedade, seja comunidades católicas, evangélicas, centros espíritas, terreiros e etc. São de extrema importância na cultura de um povo, é importante ressaltar a união de todos os centros religiosos de uma forma humanitária.
A Igreja Católica possuí diversas igrejas na cidade de Maceió, sendo elas as principais são Catedral Metropolitana de Maceió, Igreja de Nossa Sra. dos Rosários Pretos, Igreja de São Gonçalo do Amarante, Igreja de Nossa Sra. do Livramento, Igreja do Nosso Sr. Bom Jesus dos Martírios, Igreja de Nossa Sra. Mãe do Povo, Paróquia Nossa Senhora de Lurdes, Paróquia de São Paulo Apóstolo (Maceió), Paróquia Nossa Senhora das Dores.
A cidade possui os mais diversos credos protestantes ou reformados entre elas, a Igreja Evangélica Assembleia de Deus, Igreja Adventista do Sétimo Dia, Igreja Mundial do Poder de Deus, Igreja Universal do Reino de Deus, Comunidade Evangélica Sara Nossa Terra, Igreja Cristã Maranata, Igrejas Batistas, Igreja Adventista do Sétimo Dia, Igreja Mundial do Poder de Deus, entre outras.
Há uma grande variedade de cultos: budistas, espíritas e muitas denominações cristãs divididas entre protestantes, evangélicos e católicos, além de Testemunhas de Jeová, mórmons e adventistas. Não obstante a diversidade de credos, há predomínio do catolicismo.
De acordo com os dados do Novo Mapa das Religiões, feito pela Fundação Getúlio Vargas com dados de 2009 da Pesquisa de Orçamento Familiar do Instituto Brasileiro de Geografia e Estatística, 63,92 por cento da população de Maceió se identifica como católica; 11,84 por cento como evangélicos pentecostais; 7,27 por cento outras denominações evangélicas; sem religião (podendo ser ateus, agnósticos, deístas) 11,31 por cento; espíritas 0,95 por cento; afro-brasileiras 0,08 por cento; orientais ou asiáticas 0,05 por cento; outras 4,47 por cento.
Todas as igrejas e centros fazem várias contribuições sociais e espirituais.
Na cidade existem também cristãos de várias outras denominações, tais como as Testemunhas de Jeová e os membros de A Igreja de Jesus Cristo dos Santos dos Últimos Dias (também conhecida como Igreja Mórmon).
Igrejas e templos não cristãos também se destacam em Maceió como, Igreja Seicho No Ie do Brasil, centros espiritas, terreiros, cultos xintoístas, budistas entre outros.

## Católicas

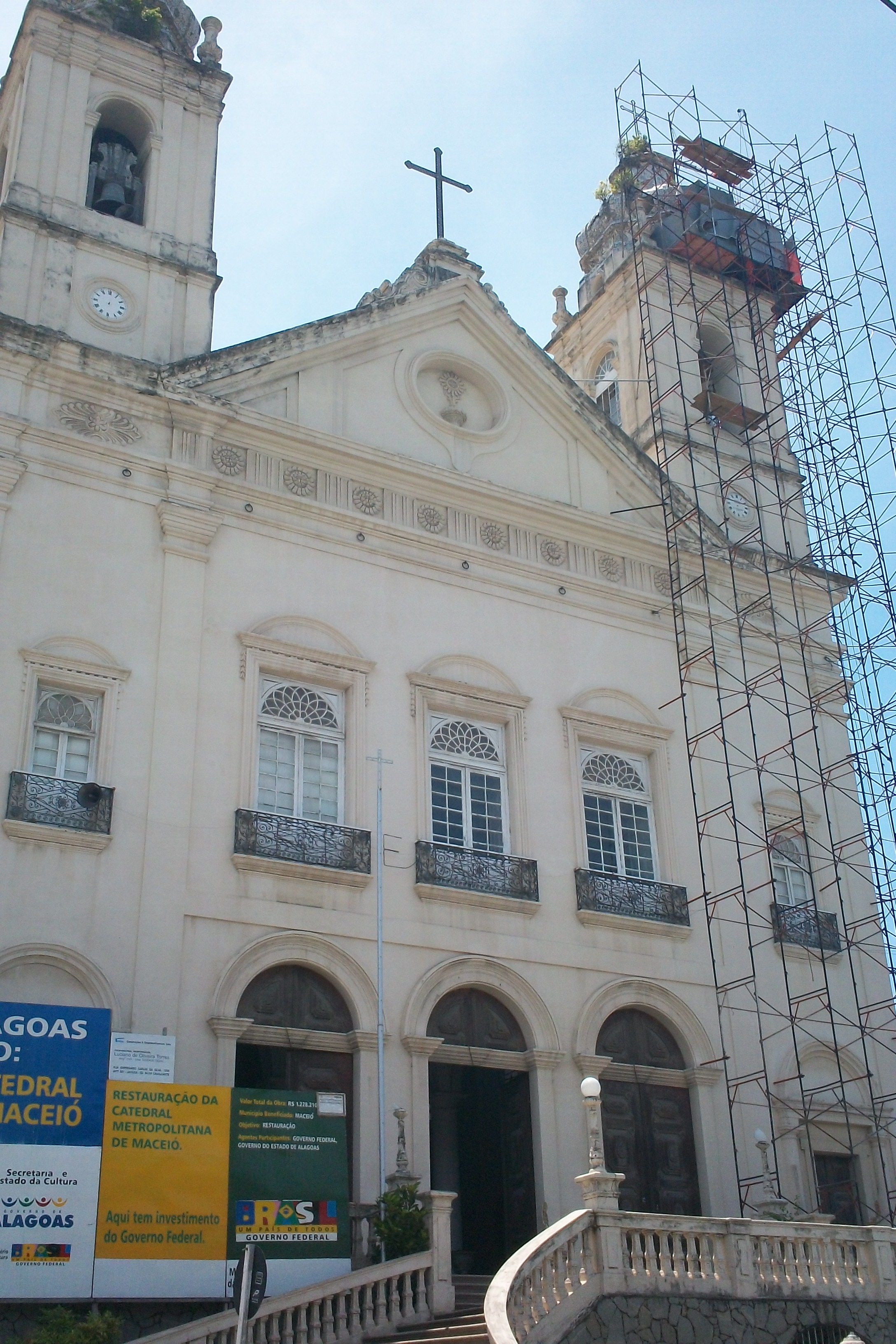
Reformas na Catedral Metropolitana de Maceió.

A Catedral Metropolitana de Maceió também chamada pelo nome da padroeira de Maceió: Nossa Senhora dos Prazeres, a pedra fundamental foi lançada em 1821. O altar-mor foi fabricado em cedro, possui dois altares laterais, de São Sebastião e de São Miguel, além da bela obra do Santíssimo Sacramento.
Construída em 1836 a Igreja de Nossa Sra. dos Rosários Pretos, com formas geométricas puras e paredes externas revestidas com dois tipos de azulejos. Em 1864 foi dado o ponta-pé inicial para transformar a pequena capela, num suntuoso templo.
A Igreja de São Gonçalo do Amarante foi o resultado de uma adaptação feita de um paiol de pólvora. Para deixar o lugar mais parecido com um templo religioso acrescentou-se alguns elementos da arquitetura religiosa, a igreja fica localizada no Planalto da Jacutinga.
O telhado coberto por palhas foi o início da atual Igreja de Nossa Sra. do Livramento, depois foi sendo gradativamente melhorada. No final do século XVIII, foi transformada num pequeno templo, já em 1870, o Capuchinho Frei Cataniceta incentivou a população a colaborar na construção da igreja atual, que só foi inaugurada em 1883.
Igreja do Nosso Sr. Bom Jesus dos Martírios
Sua construção demorou algumas décadas, por isso não se pode dizer que a igreja tem na sua arquitetura o estilo barroco ou o neoclássico, ela é considerada um templo de linhas ecléticas.
Igreja de Nossa Sra. Mãe do Povo
A primeira igreja do bairro do Jaraguá, era pequena feita em taipa e coberta por telhas. Sua construção data de 1888 e no início dos anos 30 a igreja foi inaugurada.
Paroquia Nossa Senhora de Lurdes
Uma igreja situada na Gruta de Lourdes próximo ao condomínio Jardim do Horto. Ela compreende outras comunidades tais como: São José (Canaã); Nossa Senhora de Fátima (Rotary); São Domingos Sávio (Ouro Preto) etc.
Paróquia São Paulo Apóstolo (Maceió)
Situada no bairro Salvador Lyra, foi criada paróquia em 25 de março de 1983 pelo então arcebispo Dom Miguel Fenelon Câmara. Em 25 de março de 2008, o altar e o templo foram dedicados a Deus em honra do Apóstolo Paulo na festa dos 25 anos de criação da Paróquia, pelo Arcebispo emérito de Maceió Dom José Carlos Melo, CM. Hoje a Paróquia conta com duas comunidades, além da igreja matriz, a Igreja de Nossa Senhora Aparecida - Dubeaux Leão e a Igreja de Nossa Senhora de Fátima - Pouso da Garça (em construção).
Paróquia Nossa Senhora das Dores
Situada no bairro de Santa Lúcia, foi criada em 25 de janeiro de 2010 pelo arcebispo metropolitano de Maceió, Dom Antônio Muniz Fernandes. No mesmo dia, a Igreja Matriz foi dedicada a Deus pelo mesmo arcebispo.

## Igreja Evangélica Assembleia de Deus
A Assembleia de Deus no Estado de Alagoas foi fundada pelo missionário sueco Otto Nelson, que dirigiu o primeiro culto na Rua dos Pescadores, no bairro do Trapiche da Barra, em Maceió, no dia 25 de agosto de 1915. A partir desse primeiro culto, a igreja começou um processo de expansão muito vertiginoso, espalhando-se para outros bairros da capital, como Ponta da Terra, Bom Parto, Bebedouro e Farol. Dominado pelo fervor missionário, Otto Nelson e sua esposa Adina levaram sua mensagem para alguns municípios do interior de Alagoas. Hoje, a igreja, que no início começou com cerca de seis pessoas, possui mais de 150 mil membros. Após Otto Nelson, o primeiro presidente da igreja, outros sucederam, para dar continuidade à obra iniciada pelo sueco. Atualmente tem mais de 1.500 templos em todo o estado de Alagoas.
É presidida pelo Pr. José Orisvaldo Nunes que está a frente da igreja desde 2015. A igreja exerce um papel fundamental na sociedade não só na área espiritual como na área social.

## Igreja Seicho No Ie do Brasil
A igreja está localizada na Rua Dom Santino Coutinho, no bairro do Farol, a igreja possui poucos adeptos.